# Championnat NCAA de tennis féminin
Le Championnat NCAA de tennis féminin est un ensemble de compétitions de tennis organisées par la National Collegiate Athletic Association, association sportive universitaire américaine. Les compétitions sont en simple, en double et par équipes.
Le premier championnat a eu lieu durant la saison 1981-1982, ajouté au côté de 23 autres sports féminins. L'équipe tenant du titre par équipes en 2012 est l'équipe de Floride, la championne en titre en simple est Nicole Gibbs de Stanford et celles du championnat en double sont Mallory Burdette et Nicole Gibbs, elles aussi de Stanford.